# Casa familiei lui Constantin Stere (Ciripcău)
Casa familiei lui Constantin Stere este o clădire amplasată în Ciripcău, raionul Florești, Republica Moldova. Este un monument istoric de importanță națională inclus în Registrul monumentelor Republicii Moldova ocrotite de stat cu nr. 1314 (raionul Florești). Datează de la sf. sec. XIX.